# Тамир Пардо
Тамир Пардо (хебр. תמיר פרדו; Тел Авив, 1953) је бивши директор Мосада, који је на ову функцију дошао након Меира Дагана, 1. јануара 2011. године. Именовање Парда на функцију најавио је 29. новембра 2010. године премијер Израела Бенјамин Нетанјаху.

## Биографија
Пардо је рођен у Тел Авиву у сефардској породици. Његов отац је имигрант из Турске, док је његова мајка српског-јеврејског порекла. Када је имао осамнаест година започео је служење војног рока у Израелским одбрамбеним снагама, где је волонтирао као падобранац. Завршио је официрски курс, а касније је служио као официр за комуникације у елитној јединици специјалних снага Сајерет Маткал. Такође је служио у јединици Шалдаг. Био је члан јединице под командом Џонтана Нетанјахуа и учесвовао у Операцији Ентебе.
Након одслужења војног рока, Пардо се придружио Мосаду 1980. године и служио је на техничким положајима почетног нивоа. Учествовао је у неколико поверљивих операција, а три пута је награђиван Израелском наградом за безбедност. Напредовао је на функцијама и на крају постао шеф одељења „Кешет”, одговоран за операције, укључујући прислушкивање и фотографске методе. Године 2005. био је на линији за унапређење на месту број 2 организације, када је посао добио неко други. Тадашњи генерални директор Мосада Меир Даган је потом унапредио Парда у Израелске одбрамбене снаге, где је служио као виши саветник за операције генералштаба. На тој функцији био је током Другог либанског рата 2006. године. Након тога Даган је позвао Парда да се врати у Мосад и преузме улогу његовог првог човека. Пардо је то учинио у уверењу да ће му се, када се Даган повуче понудити посао. Ипак, Дагану је продужен мандат и није се повукао када се очекивало. То је навело Парда да напусти Мосад, након чега је радио са Ноамом Ланиром, изралеским предузетником.

## Мосад
Израелски медији известили су да је првом Нетанјахувом кандидату за место шефа Мосада, генерал-мајору Шломо Ианају понуђен посао, али га је он одбио. Од неколико других кандидата једини је Пардо већ служио у Мосаду. Очекивало се да ће Пардо наставити рад свог претходника Меира Дагана, покушавајући да осујети све покушаје владе Исламске Републике Иран да изгради нуклеарно оружје да изгради нуклеарно оружје.
Дана 2. августа 2011. године, немачки веб-сајт Spiegel Online објавио је чланак под називом „Мосад иза техеранских атентата каже извор”, тврдећи да је добијао информације од „израелског обавештајног извора”, повезујући Мосад под вођством Тамира Парда. Извештај је прештампало неколико новинских агенција, али без пружања додатних извора који би потврдили ову вест.
У јуну 2016. године, америчка невладина организација Уједињени против нуклеарног Ирана објавила је да се Пардо придружио Саветодавном одбору групе. Након придруживања Пардо је истакао : „Водеће глобалне силе не могу затворити очи пред јасним и присутним опасностима које ирански режим представља по безбедност и слободе милиона људи унутар њихових граница и широм света.” У интервјуу за израелске дневне новине Харец у мају 2018. године, Пардо је рекао да је Нетанјаху 2011. године наредио Мосаду и Израелским одбрамбеним снагама да се припреме за напад на Иран у року од 15 дана, али он и шеф кабинета Бени Ганц довели су у питање законска овлашћења премијера да дају такав налог без одобрења владе, па је Нетанјаху одустао. У јуну 2018. године Пардо је изјавио да је Мосад „злочиначка организација са лиценцом”.